# Dennis Flemion
Dennis Flemion (født 6. juni 1955, død 7. juli 2012) var en amerikansk keyboardspiller, der sammen med sin bror Jimmy Flemion dannede det kontroversielle indierockband The Frogs.
Dennis Flemion var mest kendt for at have været med det amerikanske rockband Smashing Pumpkins på turné. Flemion overtog pladsen, efter at bandets forhenværende keyboardspiller, Jonathan Melvoin, døde af en overdosis aftenen før to udsolgte koncert i New York i juli 1996. Måneden efter genoptog bandet turnéen med Flemion som ny keyboardspiller. Han spillede med bandet på resten af verdensturnéen, der sluttede i februar 1997. Siden da har Dennis og hans bror Jimmy Flemion medvirket på bl.a. sangen "Behold! the Night Mare" fra bandets fjerde album, Adore, og de gæsteoptrådte ved bandets afskedskoncert i 2000.
Den 7. juli 2012 druknede Flemion i en sø i Racine County, Wisconsin. Han blev 57 år.